# 穆罕默德·吉布蘭·納西爾
穆罕默德·吉布蘭·納西爾（1987年2月10日—），巴基斯坦律師、政治家及维权活動家。纳西尔在巴基斯坦的维权运动主要是帮助该国的宗教信仰屬於少数的社群。
他在2014年白沙瓦學校襲擊事件后公开呼吁巴国政府拘捕紅色清真寺的领导Abdul Aziz，因而收到塔利班的死亡恐吓。
除了宗教和社会问题外，他也积极参与反对极端主义和克什米爾衝突的人权问题的社会活动。